# Jorge Montenegro Chavesta
Jorge Luis Montenegro Chavesta (Lambayeque, 23 de octubre de 1965) es un ingeniero agrícola peruano. Fue Ministro de Agricultura y Riego del Perú desde el 3 de octubre de 2019 hasta el 10 de noviembre de 2020 durante el Gobierno de Martín Vizcarra.

## Biografía
Es egresado de Ingeniero Agrícola de la Universidad Nacional Pedro Ruiz Gallo, cuenta con estudios de Maestría en Gestión Ambiental y Desarrollo Sostenido en la Universidad Nacional Jorge Basadre Grohmann; estudios de Maestría en Ingeniería de los Recursos Hídricos en la Universidad Nacional Agraria y también en Gestión Integrada de los Recursos Hídricos, desarrollados en la Universidad Nacional Pedro Ruiz Gallo – NUFFIC.
Se desempeñó como coordinador en cuencas transfronterizas, como Director de la Dirección de Estudios de Proyectos Hidráulicos Multisectoriales, Asesor de Alta Dirección y Jefe Institucional de la Autoridad Nacional del Agua - ANA. 
Fue designado en 2018 gerente regional de Lima como parte de la Autoridad para la Reconstrucción con Cambios. 
En 2014 fue nombrado como viceministro de Desarrollo e Infraestructura Agraria y Riego del Ministerio de Agricultura y Riego por el presidente Ollanta Humala. Permaneció en el cargo hasta 2016. 
El 7 de marzo de 2019, fue nombrado nuevamente como viceministro de Desarrollo e Infraestructura Agraria y Riego.
También ejerce como catedrático en la Escuela Profesional de Ingeniería Civil en la Universidad Privada de Tacna, con los cursos de Irrigaciones, Recursos Hidráulicos, Hidrología y Estructuras Hidráulicas. Se dempenó como Viceministro de Desarrollo e Infraestructura Agraria y Riego.
El 7 de mayo de 2020, Montenegro informó que dio positivo en contagio de la COVID-19 y fue puesto en aislamiento y reposo.